# Greater Sun Center
Greater Sun Center é uma Região censo-designada localizada no estado americano da Flórida, no Condado de Hillsborough.

## Demografia
Segundo o censo americano de 2000, a sua população era de 16.321 habitantes.

## Geografia
De acordo com o United States Census Bureau tem uma área de 33,1 km², dos quais 32,4 km² cobertos por terra e 0,7 km² cobertos por água.

## Localidades na vizinhança
O diagrama seguinte representa as localidades num raio de 24 km ao redor de Greater Sun Center.